# Гура Калмацуј (Браила)
Гура Калмацуј (рум. Gura Călmățui) насеље је у Румунији у округу Браила у општини Бертештиј де Жос. Oпштина се налази на надморској висини од 7 m.

## Становништво
Према подацима из 2002. године у насељу је живело 408 становника, од којих су сви румунске националности.